# Вознесенська сільська рада (Золотоніський район)
Вознес́енська сільська́ ра́да — колишня адміністративно-територіальна одиниця та орган місцевого самоврядування в Золотоніському районі Черкаської області. Адміністративний центр — село Вознесенське.

## Загальні відомості
- Населення ради: 4 114 особи (станом на 2001 рік)

## Населені пункти
Сільській раді були підпорядковані населені пункти:
- с. Вознесенське
- с-ще Канівщина
- с-ще Степове
- с-ще Пальміра

## Склад ради
Рада складалася з 24 депутатів та голови.
- Голова ради: Денисенко Віктор Іванович
- Секретар ради: Макаренко Ганна Вячеславівна

### Керівний склад попередніх скликань
| Прізвище, ім'я, по батькові   | Основні відомості                                                               | Дата обрання | Дата звільнення |
| ----------------------------- | ------------------------------------------------------------------------------- | ------------ | --------------- |
| Бузирьов Станіслав Васильович | Сільський голова, 1950 року народження, член Комуністичної партії України       | 26.03.2006   | 31.10.2010      |
| Кісіль Тетяна Василівна       | Сільський голова, 1958 року народження, освіта вища, член Партії регіонів       | 31.10.2010   | 16.01.2012      |
| Денисенко Віктор Іванович     | Сільський голова, 1968 року народження, освіта середня спеціальна, безпартійний | 27.05.2012   |                 |

Примітка: таблиця складена за даними сайту Верховної Ради України

### Депутати
За результатами місцевих виборів 2010 року депутатами ради стали:

#### За суб'єктами висування
| Суб'єкт висування                                       | Кількість обраних депутатів | %    |
| ------------------------------------------------------- | --------------------------- | ---- |
| Самовисування                                           | 21                          | 87,5 |
| Політична партія Всеукраїнське об'єднання «Батьківщина» | 2                           | 8,3  |
| Політична партія «Наша Україна»                         | 1                           | 4,2  |

#### За округами
| № округу                                                | Прізвище, ім'я, по батькові     | Дата визнання обраним | Освіта             | Партійна приналежність                        | Відомості про обраного депутата                       |
| ------------------------------------------------------- | ------------------------------- | --------------------- | ------------------ | --------------------------------------------- | ----------------------------------------------------- |
| Політична партія Всеукраїнське об'єднання «Батьківщина» |                                 |                       |                    |                                               |                                                       |
| 6                                                       | Проненко Ігор Віталійович       | 04.11.2010            | середня спеціальна | член Всеукраїнського об'єднання «Батьківщина» | приватний підприємець                                 |
| 10                                                      | Жук Володимир Володимирович     | 04.11.2010            | середня спеціальна | член Всеукраїнського об'єднання «Батьківщина» | приватний підприємець                                 |
| Політична партія «Наша Україна»                         |                                 |                       |                    |                                               |                                                       |
| 19                                                      | Курятник Валерій Олексійович    | 04.11.2010            | вища               | член Політичної партії «Наша Україна»         | Пальмирська загальноосвітня школа, вчитель            |
| Самовисування                                           |                                 |                       |                    |                                               |                                                       |
| 1                                                       | Суслова Валентина Іванівна      | 04.11.2010            | вища               | позапартійна                                  | Вознесенська загальноосвітня школа I-III ст., вчитель |
| 2                                                       | Чухрай Григорій Васильович      | 04.11.2010            | вища               | позапартійний                                 | Вознесенська загальноосвітня школа I-III ст., вчитель |
| 3                                                       | Полякова Марія Григорівна       | 26.12.2010            | вища               | член Партії регіонів                          | Привітненський НВК, директор                          |
| 4                                                       | Соболь Володимир Михайлович     | 04.11.2010            | вища               | позапартійний                                 | приватний підприємець                                 |
| 5                                                       | Данько Світлана Євгенівна       | 04.11.2010            | вища               | позапартійна                                  | тимчасово не працює                                   |
| 7                                                       | Проненко Іван Іванович          | 04.11.2010            | вища               | позапартійний                                 | Золотоніська ДСДС, директор                           |
| 8                                                       | Ростанець Микола Олексійович    | 04.11.2010            | середня спеціальна | позапартійний                                 | Черкас.дистан.колії, водій                            |
| 9                                                       | Кодь Михайло Олексійович        | 04.11.2010            | середня спеціальна | член Комуністичної партії України             | пенсіонер                                             |
| 11                                                      | Макаренко Володимир Миколайович | 04.11.2010            | вища               | позапартійний                                 | Вознесенська загальноосвітня школа I-III ст., вчитель |
| 12                                                      | Нижник Микола Григорович        | 04.11.2010            | вища               | позапартійний                                 | пенсіонер                                             |
| 13                                                      | Соболь Ольга Василівна          | 04.11.2010            | середня спеціальна | член Партії регіонів                          | Сільська виборча комісія, бухгалтер                   |
| 14                                                      | Орап Юлія Віталіївна            | 04.11.2010            | вища               | позапартійна                                  | ВАТ «Пальмірацукор», начальник планового відділу      |
| 15                                                      | Старікова Валентина Миколаївна  | 04.11.2010            | вища               | позапартійна                                  | Пальмірська загальноосвітня школа, вчитель            |
| 16                                                      | Дігтяренко Віктор Васильович    | 04.11.2010            | вища               | позапартійний                                 | Зорівська загальноосвітня школа, вчитель              |
| 17                                                      | Засенко Анатолій Андрійович     | 04.11.2010            | середня спеціальна | позапартійний                                 | пенсіонер                                             |
| 18                                                      | Марчук Алла Іванівна            | 04.11.2010            | середня спеціальна | позапартійна                                  | Пальмірська дільнична лікарня, медсестра              |
| 20                                                      | Шибецький Юрій Костянтинович    | 04.11.2010            | вища               | позапартійний                                 | Золотоніський завод ЗБВ, головний інженер             |
| 21                                                      | Голіченков Олександр Павлович   | 04.11.2010            | середня спеціальна | позапартійний                                 | ВАТ «Пальмірацукор», електрозварювальник              |
| 22                                                      | Кравченко Ніна Миколаївна       | 04.11.2010            | вища               | позапартійна                                  | ВАТ «Пальмірацукор», начальник зміни                  |
| 23                                                      | Шмавгонець Тетяна Володимирівна | 04.11.2010            | вища               | позапартійна                                  | ТОВ «Комунальник», інженер                            |
| 24                                                      | Макаренко Ганна В'ячеславівна   | 04.11.2010            | середня спеціальна | позапартійна                                  | Вознесенська сільська рада, секретар сільської ради   |